# Creu de Palau
La Creu de Palau és un paratge de l'antic municipi de Palau-sacosta que ha esdevingut una entitat de població arran del creixement urbanístic del municipi de Girona en els darrers 25 anys. Aquest sector, que actualment l'Ajuntament de Girona considera un barri, és al sud del municipi, entre Montilivi i els municipis de Fornells de la Selva i Vilablareix. Els antics boscs que van ocupar aquesta part del poble de Palau-sacosta han deixat pas a xalets i cases adossades de la classe mitjana i la classe alta.